# Dianema
Dianema – rodzaj słodkowodnych ryb sumokształtnych z rodziny kiryskowatych (Callichthyidae). Od pozostałych kirysków wyróżniają się torpedowatym kształtem ciała. Występują w Ameryce Południowej, w dorzeczu Amazonki.

## Klasyfikacja
Gatunki zaliczane do tego rodzaju:
- Dianema longibarbis – dianema długowąsa[3], diadema długowąsa[4]
- Dianema urostriatum – dianema pasiastoogonowa[5]

Gatunkiem typowym rodzaju jest Dianema longibarbis.